# Ԑ
Ԑ (minuskule ԑ) je písmeno cyrilice. Je používáno pouze v enečtině. Jedná se o variantu písmena З.
Název písmena v Unicode je reversed ze (česky obrácené z), ovšem v enečtině je pomocí písmena zapisována hláska æ.
V chantyjštině může být písmeno Ԑ použito alternativně místo písmena Є.